# 中央杭州飛機製造廠

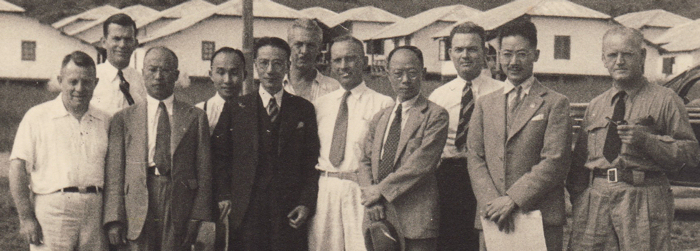
1939年に塁允工場が開設されたときに撮影された中央杭州飛機製造廠の担当者。ウィリアム・パウレーは後列左2番目。 その右側にユージーン・パウレーとC.F.ワン、ゼネラルマネージャーであるチャールズ・ハンターがいる。

中央杭州飛機製造廠（ちゅうおうこうしゅうひきせいぞうしょう、英語: Central Aircraft Manufacturing Company、略称: CAMCO、繁体字中国語: 中央杭州飛機製造廠、簡体字中国語: 中央杭州飞机制造厂、略称: 中杭廠）は、1930年代にアメリカの起業家ウィリアム・パウレーによって設立された中華民国の航空機メーカー。中央飛機製造廠や、雲南省の塁允（現在の雷允）移転後には塁允飛機製造廠、または雷允飛機製造廠としても知られている。

## 歴史
中央杭州飛機製造廠は1933年より、杭州筧橋空港に隣接する工場において、アメリカ海軍の偵察爆撃機として設計された約100機のホークIIおよびホークIII戦闘機の組立を行い、日中戦争の間、中華民国空軍の背後勢力として機能した。1934年から1937年まで元ボーイング社のエンジニアであった王助が製造責任者を務めた。
1937年から1938年に国民革命軍が沿岸地域を失うと、中杭廠も杭州から撤退した。工場は漢口に再建され、戦闘や爆撃で損傷した軍用機を修理した。また、米陸軍のP-36の輸出型後期モデルのカーチス ホーク75の組み立ても行ったと考えられている。1938年10月に漢口が陥落したとき、中杭廠は衡陽に移動、新たにヴァルティー V-11の製造も行い、中華民国とビルマ国境近くにある塁允の新工場も稼働開始した。 1939年春にビルマ公路が開通、ラングーン（現在のヤンゴン）から山岳地帯のを通して部品が供給された。工場は蔣介石政権の資金供給を受け、多数のホーク75とカーチス・ライト CW-21戦闘機を製造した。
1940年から1941年の冬、ウィリアム・パウレーは後にフライング・タイガースとして知られる「第1アメリカ合衆国義勇軍（AVG）」の募集と供給に関与するようになった。 AVG所属のパイロットは米軍から退役し、中国人の「インストラクター」または「金属加工業労働者」という身分とされた。彼らの表面上の雇用主は中杭廠であり、中杭廠は、ラングーン郊外のミンガラドン飛行場（現在のヤンゴン国際空港）に工場を建設、AVG配備用として中華民国に販売された100機のカーチス P-40戦闘機の組み立てを行った。中杭廠は1942年7月に解散するまで、ラングーンとニューヨークの事務所においてAVGの部隊事務と記録管理サービスも行っていた。
塁允工場はAVGに配属されたP-40の修理を行い、これらの機体はタイやビルマへの作戦に参加したが、1942年春に連合国がビルマから撤退後、塁允工場は日本軍により破壊された。ウィリアム・パウレーはインドのバンガロールに移り、インドのヒンドスタン航空機に協力した。ここでパウレーはインド空軍発展のために人材をバンガロールに集め、インドのハイテク産業育成という新たな道を歩んだ。